# Statin
Các statin (hay thuốc ức chế men khử HMG-CoA) là một lớp dược phẩm được sử dụng để giảm chỉ số cholesterol bằng cách ức chế enzym HMG-CoA reductase, một thành phần chủ chốt trong sự sản xuất cholesterol ở gan, nơi tạo ra khoảng 70% tổng lượng cholesterol trong cơ thể. Mức cholesterol cao đã được chứng minh là có tương quan với các bệnh tim mạch. Người ta đã phát hiện ra các statin có khả năng phòng ngừa bệnh tim mạch và giảm tỷ lệ tử vong ở những người có nguy cơ cao. Nhiều bằng chứng rõ ràng đã chỉ ra rằng các statin hiệu quả trong việc điều trị bệnh tim mạch ở những giai đoạn sớm của bệnh (phòng ngừa thứ phát) và ở những người có nguy cơ cao nhưng không có bệnh tim mạch (phòng ngừa nguyên phát). Các tác dụng phụ của statin bao gồm đau cơ, tăng nguy cơ đái tháo đường và các bất thường trong các xét nghiệm về chức năng gan. Thêm vào đó, người dùng có thể có thể gặp vài triệu chứng tuy hiếm nhưng nghiêm trọng cụ thể như tổn thương cơ.